# Ōbai-in

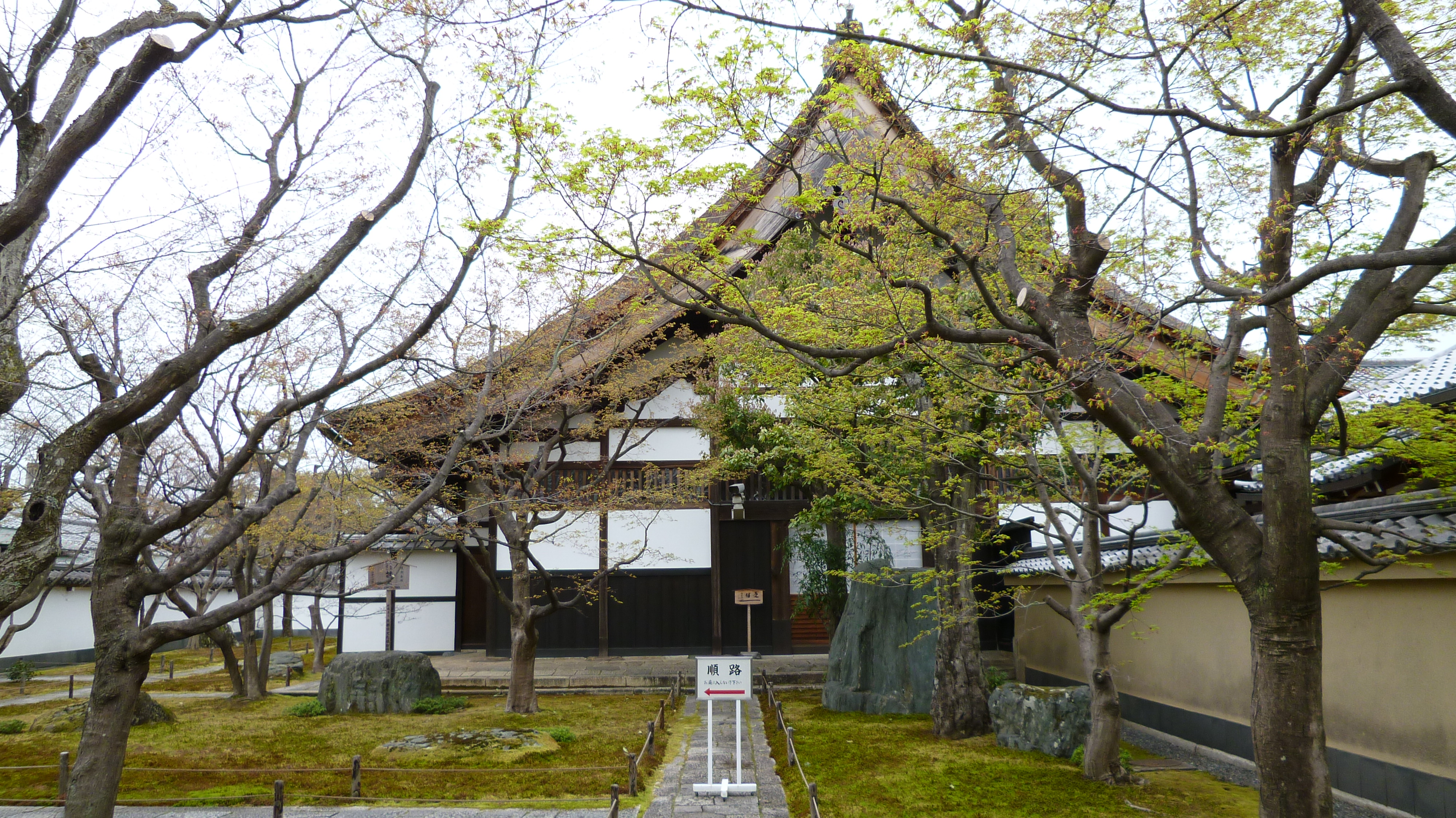
Aspect de l'Ōbai-in.

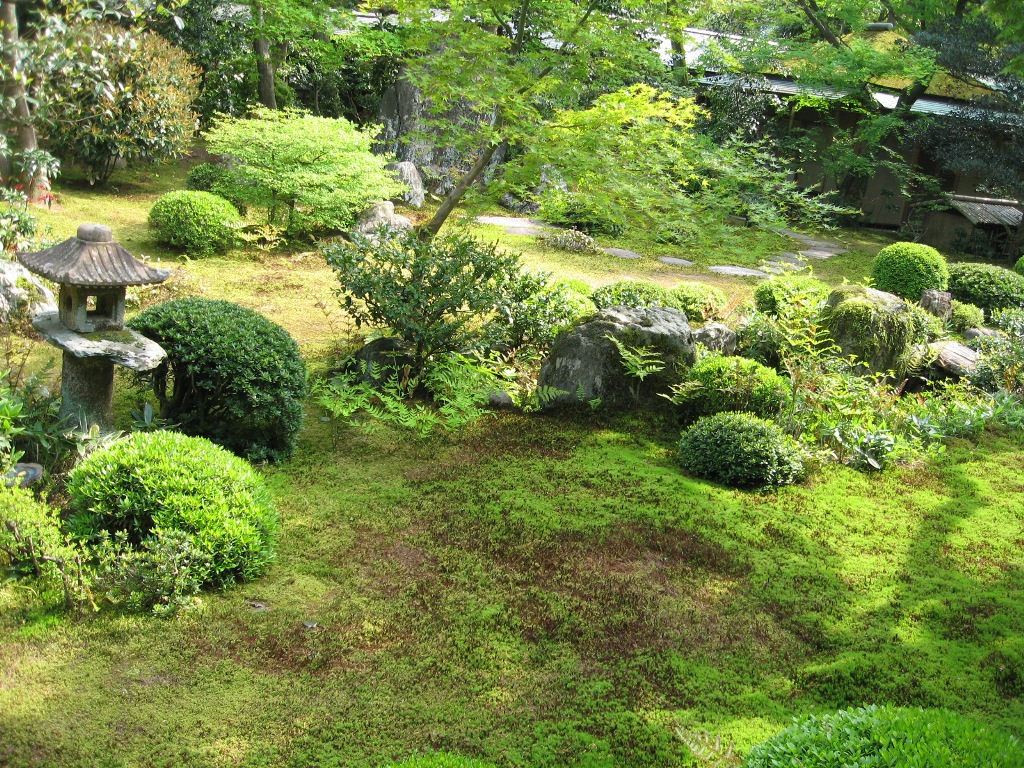
Jardin de l'Ōbai-in.

L’Ōbai-in (黄梅院) est un sous-temple du Daitoku-ji à Kyoto au Japon. Le hon-dō (1586) et le kuri (1589) sont désignés « biens culturels importants »,. Les peintures monochrome fusuma de l'époque Azuchi Momoyama Sept ermites dans un bosquet de bambous (16 panneaux), Paysage avec personnages (14 panneaux) et Oies (14 panneaux), par Unkoku Tōgan (1588), sont également désignés « biens culturels importants »,,,. La tête décapitée de la statue de Sen no Rikyū, à la position considérée comme arrogante par Toyotomi Hideyoshi, était autrefois conservée à l'Obai-in.